# Sindicato Operário Galego
O Sindicato Operário Galego ou Sindicato Obreiro Galego (SOG) foi um sindicato galego de orientação nacionalista e de esquerda nascido em 1975 quando, após a queda da ditadura franquista, a Frente Operária dirigida por Moncho Reboiras e pela União do Povo Galego decidiu consitituir-se formalmente como sindicato. O SOG aderiu à organização suprapartidária Asemblea Nacional-Popular Galega e continuou a editar o órgão de expressão Eixo, que já editava a Frente Operária. 
A sua primeira Assembleia Geral foi celebrada em 1976, mas teve uma curta vida: em março de 1977, aproveitando a recém aprovada Lei de regulação do direito e associação sindical, deu passo a uma nova organização ao unir-se com outros sindicatos setoriais de carácter nacionalista: a União dos Trabalhadores do Ensino da Galiza (UTEG), o Sindicato de Trabalhadores Galegos do Mar (STGM), o Sindicato dos Trabalhadores Galegos da Administração Pública (STGAP), a União dos Trabalhadores da Sanidade da Galiza (UTSG) e a União dos Trabalhadores da Banca da Galiza (UTBG). Essas cinco organizações setoriais e o SOG deram origem à Intersindical Nacional Galega (ING). 